# Rudolf Schatzmann
Rudolf Schatzmann (* 5. Juni 1822 in Saanen; † 15. Juni 1886 in Lausanne) war ein Schweizer reformierter Geistlicher, Landwirt und Landwirtschaftsfunktionär. Er gilt als Reformer im Bereich der Milchwirtschaft.

## Leben
Schatzmann war Sohn eines Pfarrers. Er besuchte Schulen in Bern und studierte anschließend von 1841 bis 1845 Theologie an der Universität Bern. In dieser Zeit wurde er Mitglied der Studentenverbindung Zofingia und soll ein ausgezeichneter Turner sowie Schwimmer und Reiter gewesen sein. Im Rahmen des Theologiestudiums freundete er sich auch mit Karl Schenk an. 1846 wurde er Vikar in Bremgarten bei Bern.
Schatzmann folgte 1847 einem Ruf als Prediger nach Guttannen. Dort wurde er erstmals landwirtschaftlich tätig. 1850 bekam er eine Stellung in Frutigen, wo er seine Landwirtschaft vergrößern konnte. 1859 siedelte er nach Vechigen über. In der Folgezeit baute er sein Engagement in der Ökonomische und Gemeinnützige Gesellschaft Bern (OGG) aus und wurde 1863 Mitgründer und Vizepräsident des Schweizerischen Alpwirtschaftlichen Verbands. 1866 übernahm er das Amt des Präsidenten des Vereins. Von 1862 bis 1865 war er zudem Redaktor der Bernischen Blätter für die Landwirtschaft.
Schatzmann trat 1865 aus dem Kirchendienst aus und war anschließend von 1865 bis 1869 Direktor der landwirtschaftlichen Schule in Kreuzlingen und nach deren Schließung von 1869 bis 1872 Direktor des Lehrerseminars in Chur. Bereits 1866 war er in Bern Leiter der ersten allgemeinen schweizerischen Molkereiausstellung, ab 1870 führte er in Frauenfeld für die weitere Zukunft der Alpwirtschaft wegweisende landwirtschaftliche Fortbildungskurse durch. Er wurde zum Reformer der Alp- und Milchwirtschaft. 
Schatzmann gründete 1872 in Thun die erste Milchversuchsstation in der Schweiz und wurde deren Direktor. 1875 wurde diese Anstalt nach Lausanne verlegt. Später zog er sich vom Direktorenamt zurück. Sein Wirkungskreis ging über die Schweiz hinaus. Er besuchte, auch im Auftrag des Bundesrates, das europäische Ausland, um den Austausch im Bereich der Milchwirtschaft und deren Entwicklung zu pflegen. So entwickelte zum Beispiel der Däne Emil Christian Hansen im Anschluss die Arbeit Schatzmanns neue Methoden in der Käseherstellung.

## Publikationen (Auswahl)
Schatzmann war von 1866 bis 1878 der Herausgeber der Alpwirthschaftlichen Monatsblätter. 
- Schweizerische Landwirthschaft, 1859.
- Schweizerische Alpenwirthschaft, Christen, 7 Bände, Aarau 1860–1865.
- Die Milchwirthschaft im Canton Bern, 1861.
- Die Butterfabrikation, 1868.
- Die Weide- und Milchwirthschaft, 1870.
- Anleitung zur Sennerei, 1873.
- Einmachen von Grünfutter, 1884.
- Käsereibüchlein, 1885.